# Maria Van Kerkhove
Maria DeJoseph Van Kerkhove (20 de fevereiro de 1977, New Hartford, Condado de Oneida, Nova Iorque) é uma epidemiologista estadunidense de doenças infecciosas. Com experiência em patogenos de alta ameaça, é especialista em doenças infecciosas emergentes e está baseado no Programa de Emergência em Saúde da Organização Mundial da Saúde (OMS). É a líder técnica de resposta ao COVID-19 e chefe das unidades emergentes de doenças e zoonoses da OMS.

## Obras e publicações
- Van Kerkhove, Maria D (2009). «H5N1/Highly Pathogenic Avian Influenza in Cambodia: Evaluating poultry movement and the extent of interaction between poultry and humans» (PDF). London: University of London: London School of Hygiene & Tropical Medicine. PhD thesis. doi:10.17037/PUBS.00682389
- WHO Ebola Response Team; Agua-Agum, J; Ariyarajah, A; Blake, IM; Cori, A; Donnelly, CA; Dorigatti, I; Dye, C; Eckmanns, T; Ferguson, NM; Fraser, C; Garske, T; Hinsley, W; Jombart, T; Mills, HL; Nedjati-Gilani, G; Newton, E; Nouvellet, P; Perkins, D; Riley, S; Schumacher, D; Shah, A; Thomas, LJ; Van Kerkhove, MD (7 de janeiro de 2016). «Ebola Virus Disease among Male and Female Persons in West Africa». The New England journal of medicine. 374 (1): 96–8. PMID 26736011. doi:10.1056/NEJMc1510305
- Aguanno, Ryan; ElIdrissi, Ahmed; Elkholy, Amgad A.; Ben Embarek, Peter; Gardner, Emma; Grant, Rebecca; Mahrous, Heba; Malik, Mamunur Rahman; Pavade, Gounalan; VonDobschuetz, Sophie; Wiersma, Lidewij; Van Kerkhove, Maria D. «MERS: Progress on the global response, remaining challenges and the way forward». Antiviral Research. 159: 35–44. doi:10.1016/j.antiviral.2018.09.002
- Bernard-Stoecklin, Sibylle; Nikolay, Birgit; Assiri, Abdullah; Bin Saeed, Abdul Aziz; Ben Embarek, Peter Karim; El Bushra, Hassan; Ki, Moran; Malik, Mamunur Rahman; Fontanet, Arnaud; Cauchemez, Simon; Van Kerkhove, Maria D. (14 de maio de 2019). «Comparative Analysis of Eleven Healthcare-Associated Outbreaks of Middle East Respiratory Syndrome Coronavirus (Mers-Cov) from 2015 to 2017». Scientific Reports. 9 (1). doi:10.1038/s41598-019-43586-9
- Farag, Elmoubasher; Nour, Mohamed; Islam, Md. Mazharul; Mustafa, Aya; Khalid, Minahil; Sikkema, Reina S.; Alhajri, Forhud; Bu-Sayaa, Abdulla; Haroun, Mohamed; Van Kerkhove, Maria D.; Elkholy, Amgad; Malik, Sk. Mamunur R.; Reusken, Chantal; Koopmans, Marion; AlHajri, Mohd M. «Qatar experience on One Health approach for middle-east respiratory syndrome coronavirus, 2012–2017: A viewpoint». One Health. 7. 100090 páginas. doi:10.1016/j.onehlt.2019.100090
- Ramshaw, Rebecca E.; Letourneau, Ian D.; Hong, Amy Y.; Hon, Julia; Morgan, Julia D.; Osborne, Joshua C. P.; Shirude, Shreya; Van Kerkhove, Maria D.; Hay, Simon I.; Pigott, David M. (13 de dezembro de 2019). «A database of geopositioned Middle East Respiratory Syndrome Coronavirus occurrences». Scientific Data. 6 (1). doi:10.1038/s41597-019-0330-0
- Memish, Ziad A; Perlman, Stanley; Van Kerkhove, Maria D; Zumla, Alimuddin. «Middle East respiratory syndrome». The Lancet. doi:10.1016/S0140-6736(19)33221-0
- Elkholy, Amgad A.; Grant, Rebecca; Assiri, Abdullah; Elhakim, Mohamed; Malik, Mamunur R.; Van Kerkhove, Maria D. «MERS-CoV infection among healthcare workers and risk factors for death: Retrospective analysis of all laboratory-confirmed cases reported to WHO from 2012 to 2 June 2018». Journal of Infection and Public Health. 13 (3): 418–422. doi:10.1016/j.jiph.2019.04.011